# Queen Mary 2
Pour les articles homonymes, voir Queen Mary (homonymie).

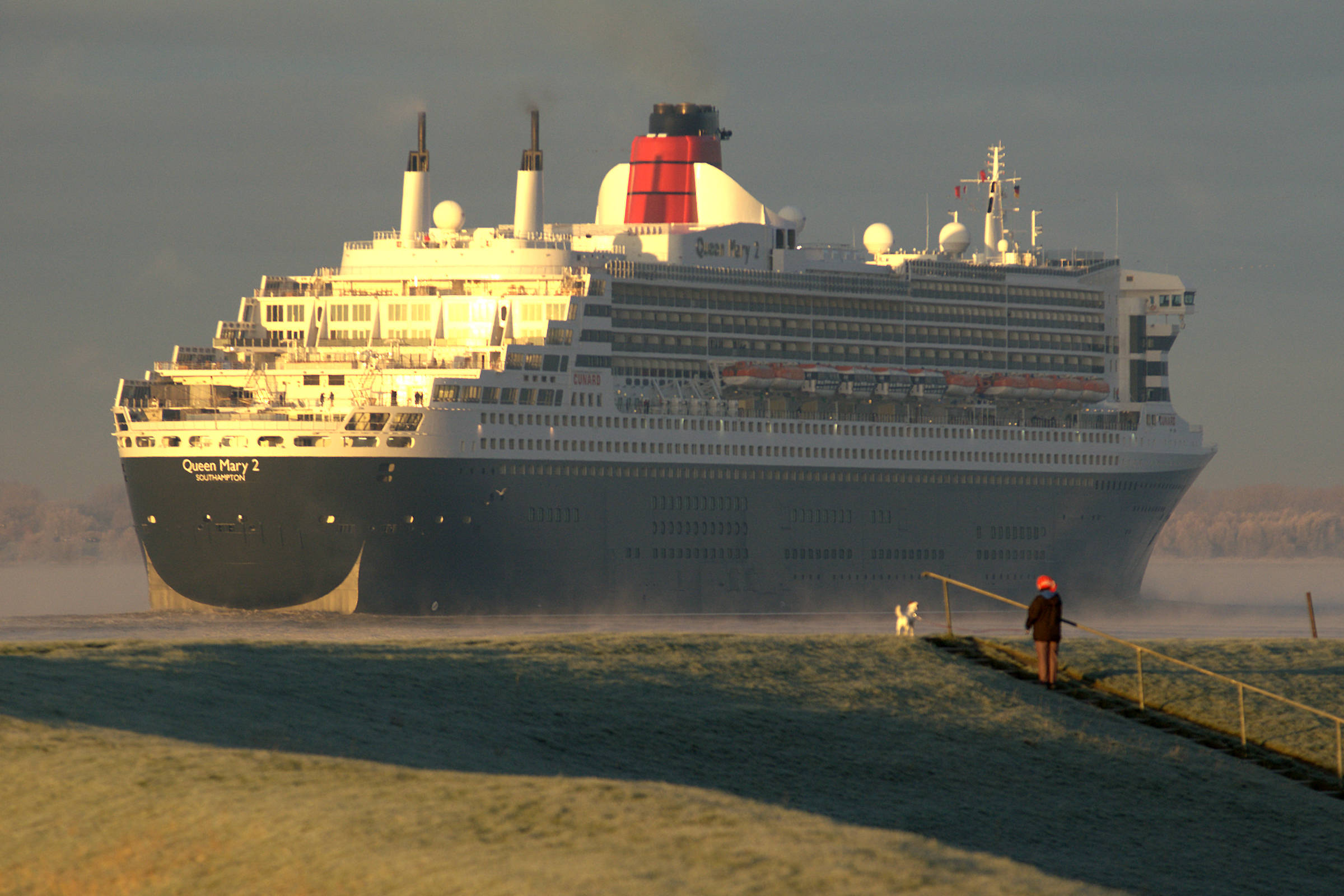
Le Queen Mary 2 à Hambourg.

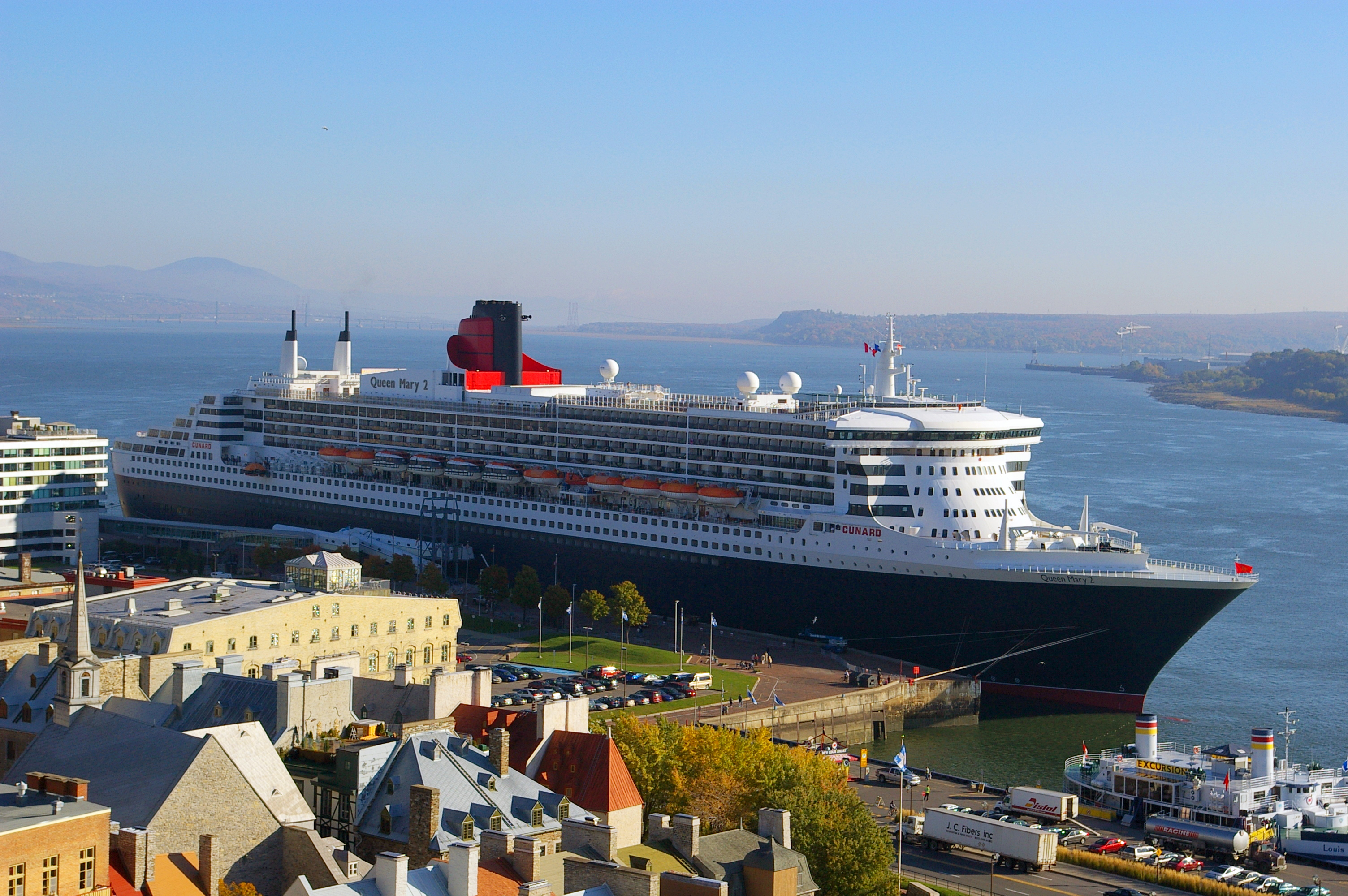
Le Queen Mary 2 à Québec, au Canada.

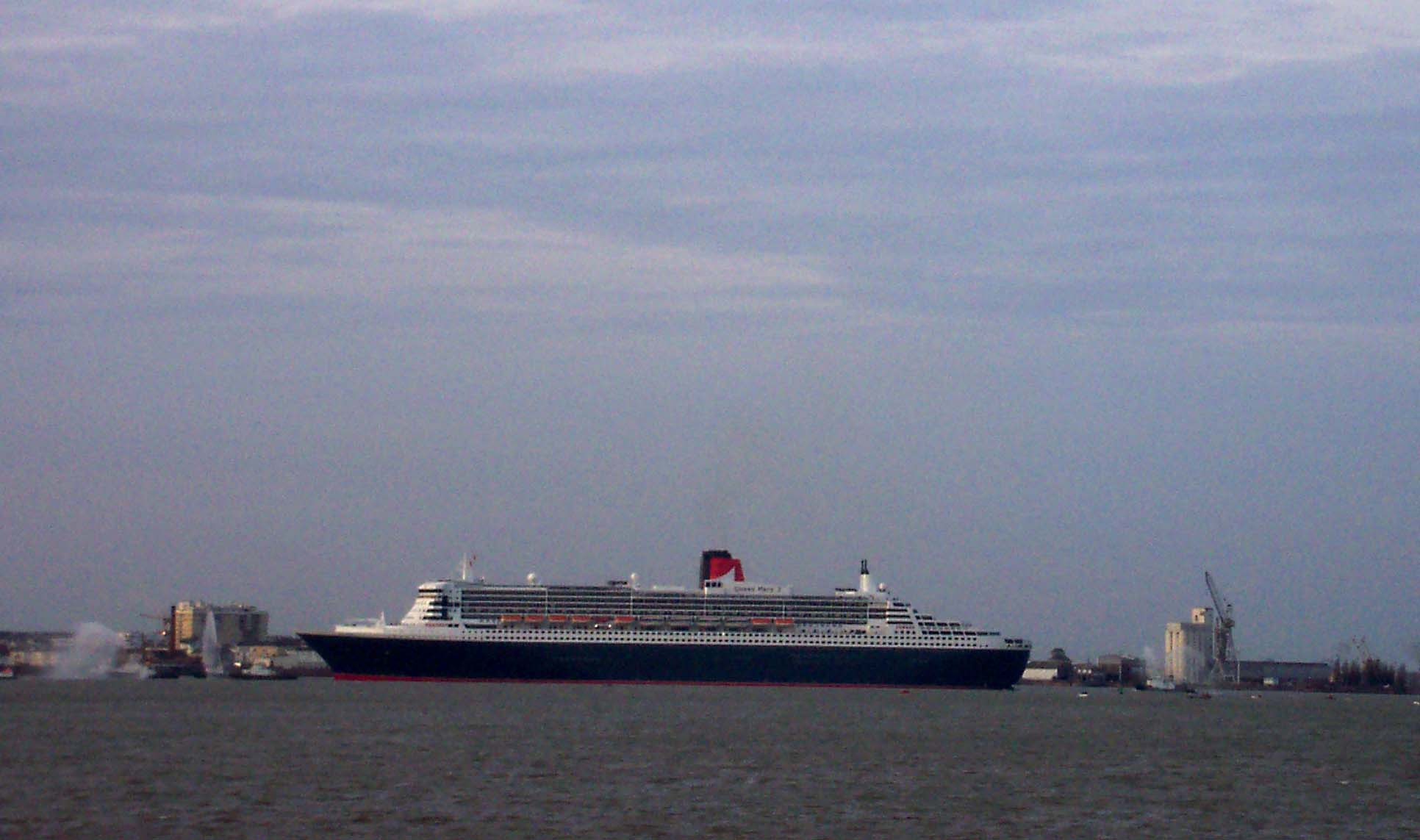
Lancement du Queen Mary 2 du port de Saint-Nazaire.

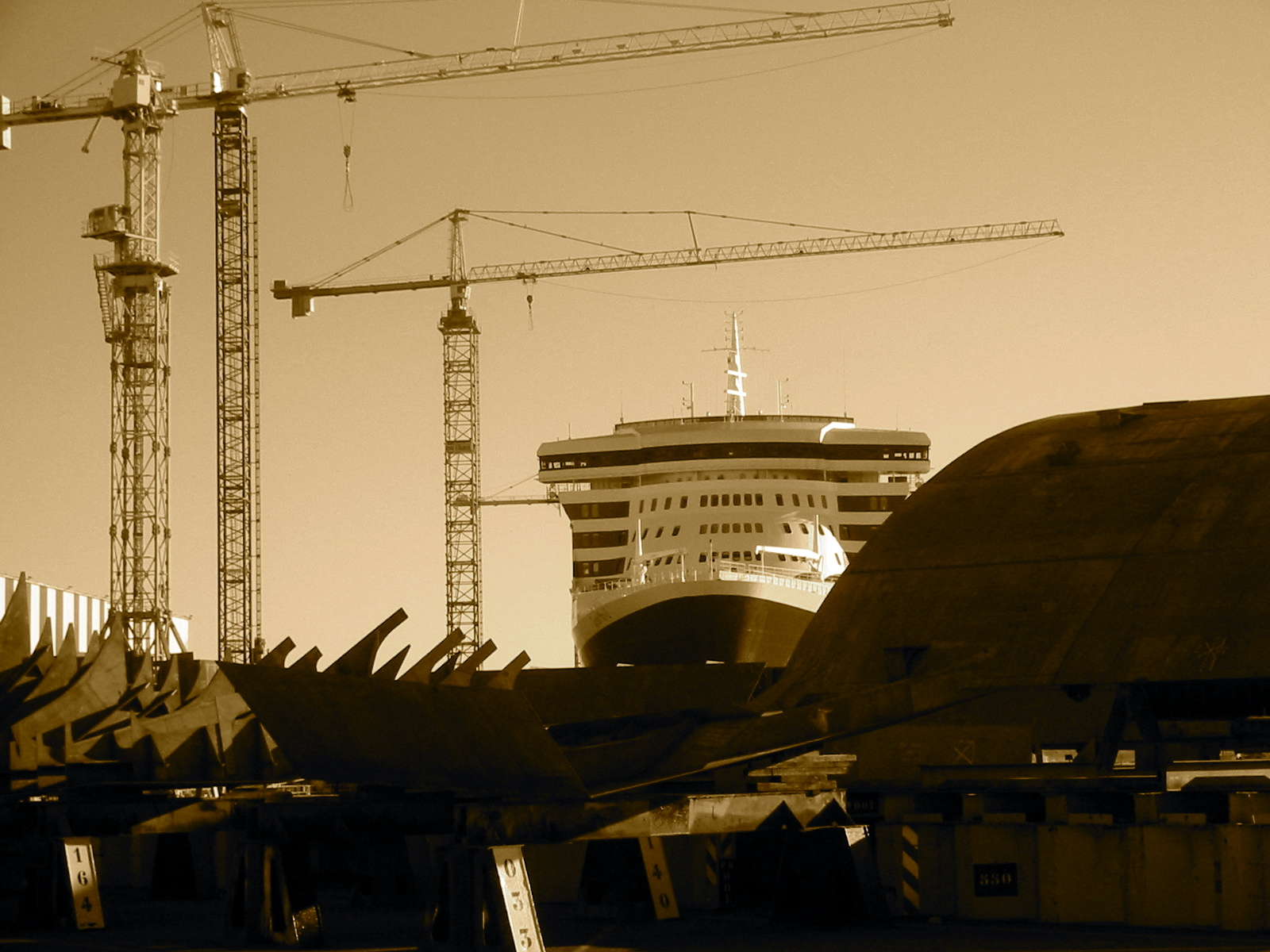
Le QM2 en construction à Saint-Nazaire, décembre 2003.

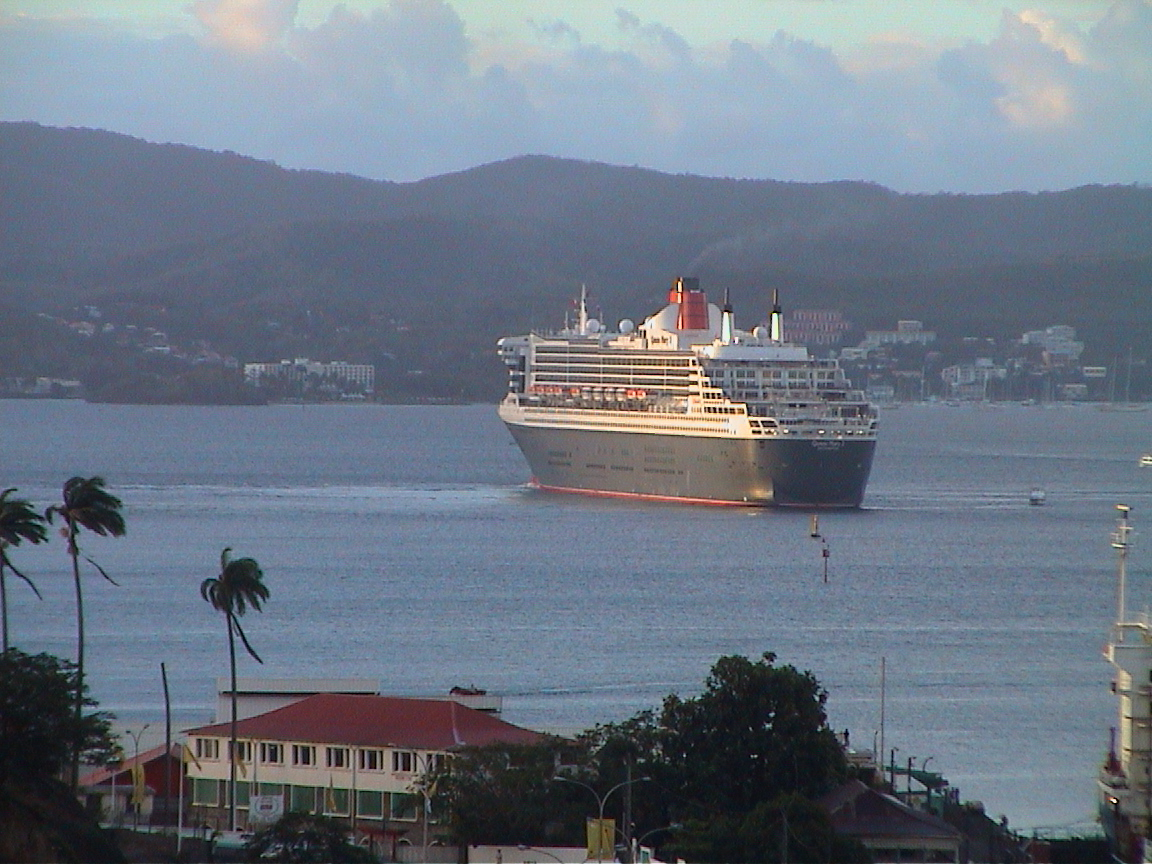
Le QM2 dans la baie de Fort-de-France, Martinique, mars 2004.

Comparaison du Queen Mary 2 avec quelques-uns des plus grands navires : Seawise Giant (ex-Knock Nevis), Emma Mærsk, Berge Stahl et.

Le RMS Queen Mary 2 (« QM2 ») est un paquebot transatlantique britannique de la Cunard construit en France dans les Chantiers de l'Atlantique à Saint-Nazaire et mis en service en 2004 pour assurer la ligne régulière Europe-Amérique du Nord. Il fut à sa mise en service le plus grand paquebot au monde (en longueur et en tonnage). Il est parfois surnommé « le dernier transatlantique », étant le dernier paquebot à effectuer des traversées reliant l'Europe à l'Amérique. En mai 1998, les dirigeants de Carnival Group demandent à l'architecte naval Stephen Payne (en) de réfléchir à la conception d'un transatlantique destiné à remplacer le Queen Elizabeth 2 au sein de la flotte de leur filiale Cunard. Stephen Payne définit la ligne générale d'un navire de 345 mètres de long, 41 mètres de large et 72,3 mètres de hauteur (soit l'équivalent de 25 étages).
C'est aujourd'hui l'un des plus grands et prestigieux paquebots au monde. Il fut entre 2003 et 2006 le plus gros paquebot de l'histoire devant le France. Il est resté le plus long paquebot au monde jusqu'à la mise en service de l'Oasis of the Seas en 2009.

## Conception
Au départ, deux conceptions s'opposent : un paquebot de croisières, très ouvert sur l'extérieur et permettant à ses passagers de jouir d'une vue imprenable sur la mer, mais, ainsi, mal armé pour affronter la tempête ou un paquebot transatlantique plus traditionnel, conçu, lui, pour résister aux vagues mais, de fait, très fermé. Le défi consistait donc à rendre QM2 attractif pour les croisières. Les passagers étant très sensibles à la présence de cabines avec balcons, Stephen Payne en crée de très nombreuses. Mais pour éviter que l'ouverture de certaines d'entre elles ne se retrouve sous l'eau en cas de mauvais temps, il les place haut à bord. En conséquence, les locaux publics du Queen Mary 2 occupent des ponts inhabituellement bas sur un paquebot, de façon à procurer une meilleure stabilité au navire et à dégager suffisamment d'espace au-dessus pour aménager trois ponts avec des balcons tollés : les cabines qui y sont aménagées disposent bien sûr de la vue sur la mer mais elles en sont protégées par de grandes ouvertures ménagées dans la muraille du navire. Cette disposition rappelle celle adoptée sur le Rotterdam (1997), appartenant à la Holland America Line (HAL), une autre filiale de Carnival.
L'arrière arrondi du QM2 s'arrête à la ligne de flottaison et surmonte une forme aplatie, emblématique d'un navire moderne. Ce mode de traitement, déjà utilisé sur l'Eugenio C, est bien adapté aux « pods liners », QM2 étant mû par quatre pods de chacun 21,5 mégawatts soit environ 28 800 chevaux. Deux de ces pods sont immobiles, tandis que les deux autres, ceux situés le plus en arrière, peuvent pivoter à 360 degrés et ainsi assurer la manœuvrabilité du navire. Les moteurs n'étant plus à l'intérieur du paquebot, l'espace acquis permet d'accroître le nombre de cabines, donc la rentabilité à chaque voyage. Le QM2 produit son énergie grâce à quatre moteurs Diesel de 16 mégawatts (environ 21 500 chevaux) chacun et deux turbines à gaz de 25 mégawatts (environ 33 500 chevaux) chacune.
Le Queen Mary 2 est également équipé de trois propulseurs d'étrave de 3,2 mégawatts chacun, soit environ 4 500 chevaux, permettant un déplacement latéral.

## Construction
Fin novembre 1999, la Cunard met différents chantiers européens en concurrence et arrête son choix sur les Chantiers de l'Atlantique, du groupe Alstom, à Saint-Nazaire.
Le 16 janvier 2002 a lieu la découpe de la première tôle et le premier bloc est posé dans la forme de construction des Chantiers de l'Atlantique le 4 juillet 2002. Un peu plus d'un mois plus tard, le 10 août, la coque est déplacée dans une autre partie de la forme de construction. Le 1er décembre, la coque, qui pèse maintenant 28 000 tonnes, est déplacée une seconde fois dans la partie la plus profonde de la forme de construction où elle continue sa construction jusqu'au 21 mars 2003 où la coque, terminée, est à nouveau déplacée vers la forme d'armement ou « Bassin C ».
Le 15 novembre 2003, alors que le navire est ouvert à la visite des familles du personnel et de la population de Saint-Nazaire, l'effondrement d'une passerelle qui relie le quai au Queen Mary 2 en cours d'armement dans la grande forme des chantiers de l'Atlantique fit 16 morts et 29 blessés. C'est la mauvaise conception technique de la passerelle (dénommée « caisson » dans le jargon professionnel), qui a été principalement mise en cause (absence de contreventements), par la commission d'enquête. 
Livré officiellement à son armateur par les Chantiers de l'Atlantique le 22 décembre 2003, après des campagnes d'essais successives au large de Belle-Île, QM2, baptisé officiellement par Sa Majesté la reine Élisabeth II, a entrepris sa première grande traversée le 12 janvier 2004 entre son port d'attache de Southampton et Fort Lauderdale en Floride. Il est commandé par le capitaine Ronald Warwick.

## Fonction
Le Queen Mary 2 assure le service de la ligne de l'Atlantique Nord d'avril à décembre, avec près de trente rotations entre l'Europe (depuis Southampton, parfois également du Havre ou de Cherbourg, ou encore un autre port du continent européen)  et l'Amérique du Nord (New York généralement, parfois Boston ou Miami) voyage effectué en cinq ou six jours. De janvier à avril, le paquebot effectue le tour du monde, généralement d'est en ouest (il est possible de n'y voyager que sur un tronçon, Japon—France, par exemple). Des croisières sont également proposées à certaines dates.
Devant le succès renaissant des traversées transatlantiques, la Cunard projette toujours d'augmenter la fréquence de ces voyages, avec la desserte systématique et conjointe des deux ports de Southampton et du Havre, réalisée grâce à la mise en service des Queen Elizabeth et Queen Victoria aux côtés du Queen Mary 2.

## Événements
En 2011, le Queen Mary 2 a été rénové. Le 7 octobre 2014, il a fêté ses 10 ans à Cherbourg par un voyage transatlantique. Il participe à The Bridge 2017, une course transatlantique inédite entre Saint-Nazaire et New York, face aux trimarans les plus rapides du monde avec, à bord, des dirigeants de grandes entreprises de l'Ouest partenaires fédérés autour du thème de l'entreprise de demain.

## Aménagements intérieurs et divertissement
- 1 310 cabines (dont 955 avec balcon et 355 cabines intérieures)
- Cinq piscines
- Huit bains bouillonnants (jacuzzis)
- Une vingtaine de restaurants, bars, clubs, salles de détente et de fête
- Une salle de bal, la Queen's Room
- Un vétérinaire
- Un théâtre, le Royal Court, d'une capacité de 1 094 places
- Un cinéma projetant des films en trois dimensions, Illuminations, pouvant servir de planétarium
- Un jardin d'été
- Un casino
- Une boîte de nuit, le G32
- Une bibliothèque et une librairie
- Un cinéma en plein air
- Un centre thermal et de thalassothérapie (50 employés)
- Un chenil
- 300 œuvres d'art (d'une valeur de 4,4 millions d'euros)
- 17 ponts pour les passagers

La surface des locaux publics est de 26 800 m2.

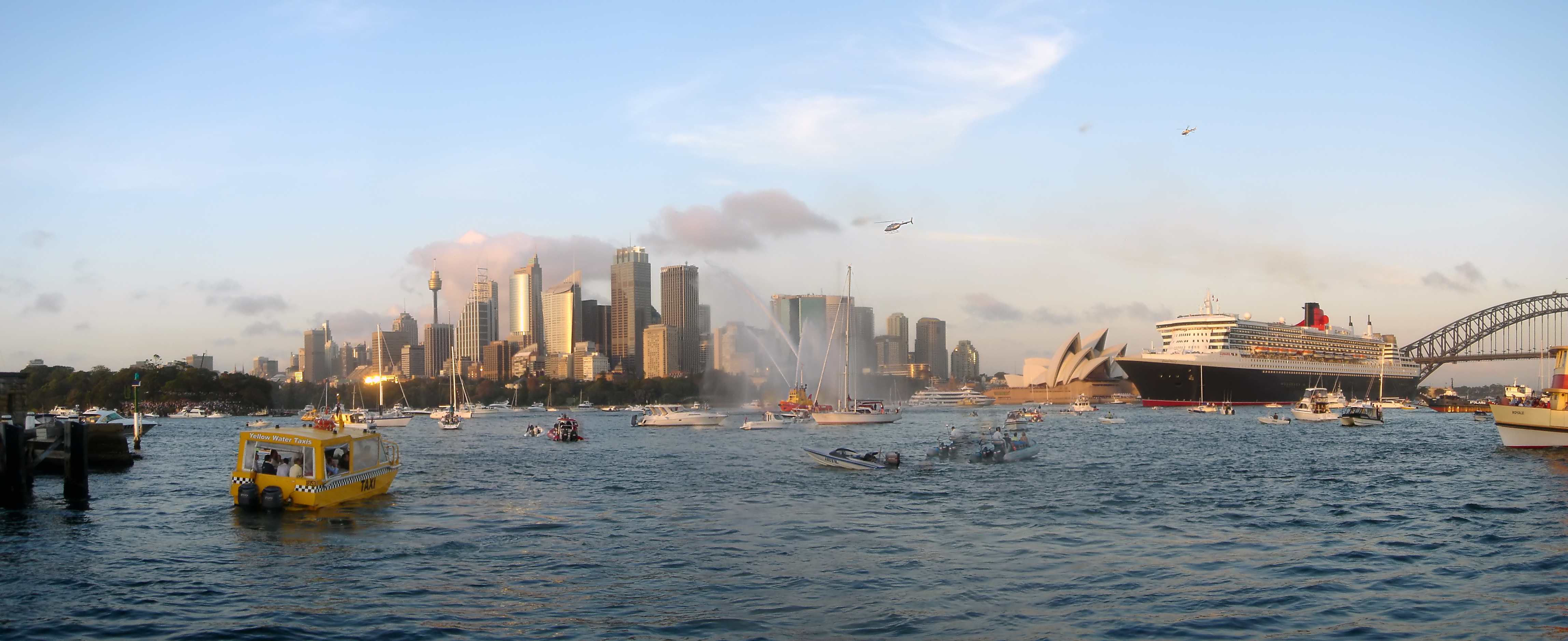
Le Queen Mary 2 arrivant à Sydney le 20 février 2007.

### Ré-aménagement intérieur de 2016
En juillet 2015, la Cunard Line annonce des plans pour une remise en état d'un mois du Queen Mary 2 au chantier naval Blohm + Voss en Allemagne à la fin mai et juin 2016. Les principaux changements comprennent l'ajout de quinze cabines individuelles sur le bateau, trente cabines de balcon supplémentaires et dix autres chenils.

## Échos médiatiques
En 2002, une exposition intitulée Queen Mary 2, naissance d'une légende a été organisée au musée national de la Marine à Paris.
En 2004, le cinéaste Rob Rombout sort son documentaire intitulé « Queen Mary 2 », reine des mers. Ce documentaire de 85 minutes retrace l'aventure de la conception de ce bateau aux dimensions records. Son prédécesseur est le Queen Elizabeth 2, construit 40 ans plus tôt. Rob Rombout, qui a aussi fait un documentaire sur ce navire, a prolongé l'aventure avec son film sur le QM2.

## Cinéma
Le film La Grande Traversée (2020) se déroulant durant une croisière sur le paquebot.
Les décors du film Poséidon (2006) est inspiré du navire.